# Prickly Pear Cays
Prickly Pear Cays (ili Prickley Pear Cays), mali su par nenaseljenih otoka oko 10 km od Road Baya, Anguilla, u Zavjetrinskim otocima na Karibima. Dijeli ih uski kanal između Prickly Pear East i Ockly Pear West. Prickly Pear Cays su klasificirane kao 'divlja područja' prema "Programu upravljanja prirodnim područjem istočnih Kariba" (ECNAMP). Osim toga, Prickly Pear Cays jedno je od šest morskih zaštićenih područja Angvile.

## Geografija
Zajedno s otočićima Otok pasa, Scrub, Little Scrub, Seal i Sombrero, Prickly Pear Cays nalaze se na potopljenom banku Anguilla. Zaljeve karakterizira ranomiocenski grebenski vapnenac smješten na eocensko-oligocenskim vulkanskim stijenama. Oni čine dio aktivnog vulkanskog luka Malih Antila. Dva zaljeva nalaze se blizu jedan drugog na 18°16′N 63°11′W / 18.267°N 63.183°W. Dostupni su iz Road Baya, Anguilla (9.7 km sjeverno) i Saint Martina bilo katamaranom ili jedrilicom. West Cay je duži od East Caya. North Cay, visok 2 metra, nalazi se sjeverno od East Caya. Također postoji hrid između otoka Prickly Pear Cays i drugog zaljeva poznatog kao Bush Cay, koji je odvojen kanalom širine 800 metara. Još jedna stjenovita izbočina, poznata kao Flirt Rocks, nalazi se sjeverno od Prickly Pear Cays. Kanal Dog Island odvaja Otok pasa od otoka Prickly Pear Cays.
West Cay je uzak, oko 1.21 km dug i hrapav. Njegov zapadni zaljev prekriven je grmljem koje se uzdiže do visine od 7.6 m. Sa stjenovitim koraljnim grebenima, nije lako pristati čamcem.
East Cay je dugačak oko 1.6 km, a širok 400 metara. Ima rijetku vegetaciju i pješčanu obalu. East Cay također ima slana jezera.
Prickly Pear Cays proglašeni su morskim parkom sa stalnim vezovima. Postoji potpuna zabrana vađenja koralja ili školjaka iz podmorja, a podvodni ribolov nije dopušten. More je uglavnom mirno.  Prickly Pear Reef je podvodni kanjon s izbočinama i špiljama čija dubina varira od 12 m do 21 m, a uključuje podvodnu formaciju nalik na dimnjak.

## Geologija
Geološka formacija u oba zaljeva sastoji se od laminiranog vapnenačkog pješčenjaka. Pretpostavlja se da je slojevita stratigrafska formacija nastala zbog "uzastopnih taloženja plime i oseke ili preljeva iz uzburkanog mora." Tijekom dugog razdoblja izloženosti, ove su tvorevine razvile laminirano stanje s slojevitim slojevima debljine od 25 mm do 100 mm. Slojevi su poremećeni u nekoliko odjeljaka. Ocijenjeni su kao prikladni za upotrebu u kolnicima s obzirom na njihovu kompaktnu formu.
U West Cayu, stari kamenolom u blizini dobre luke korišten je za izvoz ploča od pješčenjaka.

## Flora i fauna
Zajedno s određenim dijelovima kopnene Anguille, otoke Prickly Pear Cays ECNAMP je 1980. klasificirao kao 'divlja područja' U oba zaljeva zabilježene su mnoge vrste biljaka, ptica i gmazova. Nekontrolirana ispaša stoke dopuštena je u svim vegetacijskim područjima.
Oba zaljeva prekrivena su grmljem. Vegetacija je uvjetovana tankim slojem tla i prisutnošću vapnenačkih šupljina. Opuncija, kaktus Melocactus intortus i biljka Coccoloba uvifera su dominantne biljke. Ostale uobičajene biljke su Colubrina arborescens, Sideroxylon obovatum, Guaiacum officinale, Lantana involucrata, Pisonia subcordata, Guilandina bonduc (samo na Prickly Pear East), Castela erecta i Croton flavens.

### Životinje

#### Ptice
Ptice koje se gnijezde čest su prizor duž stjenovite obale. BirdLife International je ove dvije obale označio kao važna područja za ptice zbog razmnožavanja morskih ptica. To uključuje crvenokljune fetone (Phaethon aethereus), smeđe nesite (Pelecanus occidentalis), smeđe blune (Sula leucogaster), astečke galebove (Leucophaeus atricilla) i američke male čigre (Sternula antillarum). Također se javljaju smeđe čigre (Anous stolidus) i smeđokrile čigre (Onychoprion anaethetus). Ptice koje stanuju na kopnu uključuju karipske elenije (Elaenia martinica) i žute sjeničice (Setophaga petechi).
- crvenokljuni feton
- smeđi nesit
- smeđa bluna
- astečki galeb
- američka mala čigra
- smeđa čigra
- smeđokrila čigra
- karipska elenija
- žuta sjeničica

#### Gmazovi
Viđene su brojne vrste gmazova, poput Anolis gingivinus i Pholidoscelis plei (na East Cayu). Morske kornjače također često obilaze obale rijeka.

#### Morska fauna
Morska fauna u području grebena uključuje jata trlji, kratkorepaca, jastoga, barakude, Pomacanthidae, Epinephelinae, Holocentrinae, Chaetodontidae, Megalops, Lutjanus griseus i Haemulidae. Također se mogu vidjeti i Ginglymostoma cirratum kako se odmaraju na pješčanom dnu ispod rubova špilja.

## Turizam
Otoci su popularni među turistima zbog bogatog morskog i ptičjeg svijeta. Postoje dva restorana i bar koje uslužuje osoblje koje dolazi svaki dan s glavnog otoka Anguille. Strukture sa slamnatim krovom stvaraju ugođaj za poglede na tirkizno plavo more koje privlači posjetitelje na obalu. East Cay ima područje za prilaz otoku koje zahtijeva pažljivo manevriranje. Ronjenje s disalicom i s bocama moguće je u East Cayu usred koraljnih grebena, s nekoliko potopljenih brodova u tom području.